# Али, Насир
Насир Али (урду نصير علی‎, англ. Nasir Ali, 1 января 1959, Сиалкот, Пакистан) — пакистанский хоккеист (хоккей на траве), защитник. Олимпийский чемпион 1984 года, чемпион мира 1982 года, двукратный чемпион Азии 1982 и 1985 годов.

## Биография
Насир Али родился 1 января 1959 года в пакистанском городе Сиалкот.
Играл в хоккей на траве за ПИА из Карачи.
В 1982 году в составе сборной Пакистана завоевал золотую медаль чемпионата мира в Мумбаи.
В 1984 году вошёл в состав сборной Пакистана по хоккею на траве на летних Олимпийских играх в Лос-Анджелесе и завоевал золотую медаль. Играл на позиции защитника, провёл 7 матчей, мячей не забивал.
Дважды завоёвывал золотые медали чемпионата Азии: в 1982 году в Карачи, в 1985 году в Дакке.
В 1982 году выиграл золотую медаль хоккейного турнира летних Азиатских игр в Нью-Дели, в 1986 году — серебряную награду на летних Азиатских играх в Сеуле.
Трижды был призёром Трофея чемпионов: в 1983 и 1984 годах завоевал серебряные медали, в 1986 году — бронзовые.
В 1988 году вошёл в состав сборной Пакистана по хоккею на траве на летних Олимпийских играх в Сеуле, занявшей 5-е место. Играл на позиции защитника, провёл 5 матчей, мячей не забивал. Был капитаном команды.
В 1981—1988 годах провёл за сборную Пакистана 150 матчей, забил 19 мячей.
В 1988 году удостоен правительственной награды Pride of Perfomance.